# 에를랑겐 프로그램
에를랑겐 프로그램(Erlangen Program)은 1872년에 펠릭스 클라인이 에를랑겐 대학교의 교수로 임용되면서 기하학의 제반 문제들을 해결하기 위해 제안한 연구 방법론이다. 발표 당시의 정식 제목은 〈Vergleichende Betrachtungen über neuere geometrische Forschungen(새로운 기하학 연구를 위한 비교적 관점)〉이다.
당시 기하학의 중심은 유클리드 기하학을 모델로 삼아 공리로부터 정리들을 증명해내는 일이었다. 이런 상황에서 클라인은 두 가지 점에서 혁신적인 제안을 했다. 첫째로 그는 대칭의 개념을 담고 있는 대수적인 이론인 군론이야말로 기하학적 지식을 종합해 낼 올바른 토대라고 주장했다. 둘째로, 그는 각 기하학적 언어에 대해 그에 맞는 개념들이 있다고 주장했다. 예를 들어, 사영기하학은 원뿔곡선을 다루기에는 적합하지만 사영변환에 대해 불변이 아닌 원이나 각도 개념은 제대로 다룰 수 없다는 것이다. 이와 같이 기하학은 여러 언어를 필요로 하며, 이 각각의 언어들을 대칭군으로 설명할 수 있다는 것이 클라인의 제안이었다.

## 같이 보기
- 동차 공간
- 클라인 기하학